# Stern-Hundszahn
Die Stern-Hundszahn (Erythronium tuolumnense) oder Tuolumne-Hundszahn ist eine Art aus der Familie der Liliengewächse (Liliaceae).

## Merkmale
Der Stern-Hundszahn ist eine ausdauernde, krautige Zwiebelpflanze, die Wuchshöhen von 15 bis 30 Zentimeter erreicht. Die Blätter sind nicht gescheckt. Die 1 bis 5 Blüten goldgelb mit grünlichem Schlund. Die Griffel sind 8 bis 10 Millimeter lang. Die Narbe ist ungeteilt oder weist weniger als 1 Millimeter lange Lappen auf.
Die Blütezeit reicht von April bis Mai.

## Vorkommen
Der Stern-Hundszahn kommt im mittleren Ost-Kalifornien vor. Die Art wächst in offenen Wäldern und schattigen Schluchten in Höhenlagen von 600 bis 950 Meter.

## Nutzung
Der Stern-Hundszahn wird selten als Zierpflanze für Steingärten und Gehölzränder genutzt. Die Art ist seit ungefähr 1960 in Kultur. Kultiviert werden meistens Hybridsorten mit Erythronium revolutum (Auswahl):
- 'Citronella' hat zitronengelbe Blüten.
- 'Pagoda' ist eine robuste, ausdauernde Pflanze mit hellgelben Blüten und einem Schlund mit braunem Ring.
- 'Jeanine' und 'Miss Jessop' haben geschecktes Laub.

## Belege
- Eckehart J. Jäger, Friedrich Ebel, Peter Hanelt, Gerd K. Müller (Hrsg.): Rothmaler - Exkursionsflora von Deutschland. Band 5: Krautige Zier- und Nutzpflanzen. Spektrum Akademischer Verlag, Berlin Heidelberg 2008, ISBN 978-3-8274-0918-8, S. 680.